# Stuart Alderson
Stuart Alderson (* 15. August 1948 in Bishop Auckland) ist ein ehemaliger englischer Fußballspieler.

## Karriere
Alderson kam im August 1965 für eine Ablöse von £50 von Evenwood Town aus der Northern League zum Erstligisten Newcastle United. Üblicherweise im Reserveteam in der Central League eingesetzt, kam er unter Trainer Joe Harvey zu Beginn der Saison 1966/67 zu insgesamt drei Ligaeinsätzen im Profiteam, als sich der Klub im Abstiegskampf befand. Im Konkurrenzkampf mit Spielern wie Pop Robson und Albert Bennett gelang es Alderson nicht, sich auf dem rechten Flügel zu etablieren und schloss sich im Juni 1967 ablösefrei dem Viertligisten York City an. Seine Zeit bei York verlief wenig erfolgreich. In nur einem seiner 19 Saisoneinsätze gelang ein Sieg, alle fünf Partien, in denen er zum Torerfolg kam, gingen verloren. Nach einem Jahr verließ er York wieder und setzte seine Laufbahn im Non-League football fort.
Alderson ist seit über 40 Jahren beim Amateurklub West Auckland Town tätig, zuletzt als General Manager. Er machte sich dabei unter anderem auch um die Aufarbeitung der Sir Thomas Lipton Trophy verdient, die West Auckland in den Jahren 1909 und 1911 im italienischen Turin gewann; 2011 ersteigerte er gemeinsam mit lokalen Geschäftsleuten eine der damaligen Siegermedaillen. In seine Amtszeit fällt unter anderem die Qualifikation des Klubs für die erste Hauptrunde des FA Cups 1998/99 und die Finaleinzüge 2012 und 2014 um die FA Vase. Für seine langjährigen ehrenamtlichen Verdienste erhielt Alderson von der Northern League 2012 die Arthur Clark Memorial Trophy.
Beruflich war Alderson bei einem Kunststoffhersteller in Newton Aycliffe tätig.